# André Boivin
André Boivin (André Félix Boivin; n. 18 aprilie 1895, Auxerre, Bourgogne, Franța – d. 8 iulie 1949, Strasbourg, Franța) a fost un chimist și biolog medical francez, membru al Academiei de Medicină, secția științe biologice.